# 矢野贵章
矢野貴章（やの きしょう，1984年4月5日—），日本足球運動員，現效力日乙球隊栃木SC，司職後衛，前日本國家足球隊成員。

## 俱乐部生涯
矢野贵章出生于日本本州岛中南部城市滨松市，1992年，在静冈大附属松小学念2年级的矢野贵章开始接受足球训练。1994年，矢野贵章加入浜松JFC少年队。1997年，矢野贵章升入静冈大附属中学，同时加入磐田喜悦的的青年梯队。2000–2002年，矢野贵章在浜名高中就读。在读一年级时，矢野贵章就作为校队正选前锋代表学校参加静冈县总体西部地区足球大会。
矢野贵章还在上中学就展现出了不俗的足球天赋，他后来被日本足协指定为足球专业生，此后他在日职联赛的磐田喜悅注册成为职业球员，不过需要同时完成高中学业的他没有为球队踢过任何一场正式比赛。
2003年完成学业之后矢野贵章加盟日职联赛柏雷素尔，他在这里效力了三个賽季出场39次仅仅打进4球。
2006年矢野贵章转会加盟另一支日职联赛球队新潟天鹅，成为队中的主力前锋。此后的四个賽季他为球队出场152次，打进30球。
2010年世界杯之后，矢野贵章加盟了德甲球队弗赖堡。在2010年9月11日对斯图加特的比赛中替补登场，完成了德甲处子秀。
上赛季在杜特手下还能获得15次联赛出场机会（2次首发，1次助攻），而本赛季前半程在佐尔格手下则是坐穿板凳，更被列入转会名单。
冬歇期时，矢野贵章曾到德乙FSV法兰克福试训，上周又到瑞士甲俱乐部阿劳试训，但都未获留用。离别之际，矢野在个人博客上写道：“在德国的一年半是段漫长的时间，我成功地积累了宝贵的经验。为了不浪费这些经验，我希望展现自己所取得的进步。”
仅仅在德甲出场15次之后，被弗赖堡列入清洗名单的日本前锋矢野贵章便返回日本，周三（2月8日）重新加盟日职联赛俱乐部新潟天鹅。
新潟天鹅官方宣布前锋矢野贵章转会同联赛的名古屋鲸鱼。
栃木SC上轮联赛客场挑战千叶市原，矢野贵章打入全场唯一进球帮助球队1-0小胜对手。

## 国家队生涯
矢野贵章2007年入选日本国家足球队，3月24日他在日本与秘鲁的友谊赛中替补出场，完成国际比赛处子秀。当年9月11日他在日本队与瑞士的友谊赛中伤停补时阶段打进致胜球，这也是他在国家队的第一个进球。
2007年亚洲杯矢野贵章第一次代表日本队参加洲际大赛，他两次替补出场随日本队最终获得这次亚洲杯比赛的第四名。
2010年南非世界杯，矢野贵章在日本与喀麦隆的小组赛比赛中替补出场。

## 外部連結
- 矢野貴章公式サイト
- 代理人：トーマス・クロート日本公式サイト
- 矢野贵章 – FIFA國際賽競賽紀錄 (存檔)（英文）
- 日本職業足球聯賽中的矢野贵章 （日語）
- 矢野贵章的X（前Twitter）
- 矢野贵章的Instagram帳戶
- 矢野貴章オフィシャルブログ （页面存档备份，存于）